# Nectamia luxuria
Nectamia luxuria és una espècie de peix pertanyent a la família dels apogònids.

## Descripció
- Pot arribar a fer 7,7 cm de llargària màxima.
- Presenta moltes franges pàl·lides al cos.
- Aleta caudal amb vores fosques.[4][5]

## Hàbitat
És un peix marí, associat als esculls i de clima tropical (23°N-25°S, 70°E-131°W) que viu entre 0-11 m de fondària.

## Distribució geogràfica
Es troba des de les illes Maldives fins a l'illa de Mangareva (les illes Tuamotu).

## Observacions
És inofensiu per als humans.